# Bonner-West Riverside (Montana)
Bonner-West Riverside es un lugar designado por el censo ubicado en el condado de Missoula en el estado estadounidense de Montana. En el Censo de 2010 tenía una población de 1663 habitantes y una densidad poblacional de 399,31 personas por km².

## Geografía
Bonner-West Riverside se encuentra ubicado en las coordenadas 46°52′38″N 113°53′16″O / 46.87722, -113.88778. Según la Oficina del Censo de los Estados Unidos, Bonner-West Riverside tiene una superficie total de 4.16 km², de la cual 3.94 km² corresponden a tierra firme y (5.41%) 0.23 km² es agua.

## Demografía
Según el censo de 2010, había 1663 personas residiendo en Bonner-West Riverside. La densidad de población era de 399,31 hab./km². De los 1663 habitantes, Bonner-West Riverside estaba compuesto por el 92.72% blancos, el 0.36% eran afroamericanos, el 3.85% eran amerindios, el 0.3% eran asiáticos, el 0% eran isleños del Pacífico, el 0.9% eran de otras razas y el 1.86% pertenecían a dos o más razas. Del total de la población el 3.31% eran hispanos o latinos de cualquier raza.